# Пуустусмаа, Андрес
А́ндрес Т́ынувич Пу́устусмаа (эст. Andres Puustusmaa, 19 июля 1971, Таллин, Эстонская ССР, СССР) — эстонский киноактёр, кинорежиссёр и сценарист.

## Биография
Окончил актёрский факультет Таллинской государственной консерватории (1994, в настоящее время — Эстонская академия музыки и театра), затем — Высшие курсы сценаристов и режиссёров в Москве (мастер — Владимир Наумов).

## Фильмография

### Актёр
- 1993 — Свечи в темноте — Максимилиан Шелл
- 1997 — Все мои Ленины — Харди Волмер
- 1999 — Подлец — Валентин Куйк
- 2002 — Фердинанд — Андри Лууп
- 2007 — 18-14 — профессор Гауэншильд
- 2011 — Крысоловка — агент по недвижимости
- 2016 — Рыба-мечта — следователь
- 2020 — Пересуд — Илья Мельчук
- 2022 — Союз Спасения. Время гнева — Людвиг Лебцельтерн

### Режиссёр
- 2005 — Убойная сила 6 (серии «Благие намерения», «Право на защиту», «Царь зверей»)
- 2007 — 18-14
- 2008 — Красный жемчуг любви
- 2008 — Волшебник
- 2010 — Красная ртуть[эст.]
- 2010 — Гурман
- 2011 — Крысоловка
- 2011 — Бесприданница (телевизионный)
- 2011 — Белый песок (совместно с Мурадом Алиевым)
- 2013 — Варшава
- 2014 — Чужая жизнь
- 2014 — Дудочка крысолова
- 2017 — Зелёные коты
- 2021 — Акула

### Сценарист
- 2011 — Крысоловка